# Fram
Fram je naselje z nakaj nad 1000 prebivalci ob vzhodnem vznožju Pohorja v Občini Rače - Fram.
Gručasti del starejšega dela naselja leži v dolini Framskega potoka, novejši pa se razvija ob odcepu glavne ceste Maribor - Slovenska Bistrica. V preteklosti je bilo v Framu več vodnih mlinov in žag. Oljarstvo v Framu je bilo razvito že pred drugo svetovno vojno. Tradicija oljarstva v Framu sega v leto 1886, ko je družina Bezjak ustanovila prvi oljarski obrat. Leta 1948 je bila Ivanu Bezjaku starejšemu nacionalizirana Tovarna bučnega olja Ivan Bezjak Fram, ki so jo preimenovali v Oljarno Fram. V gričevnem delu nad naseljem prevladujejo vinogradi.